# Ulica Złota w Katowicach

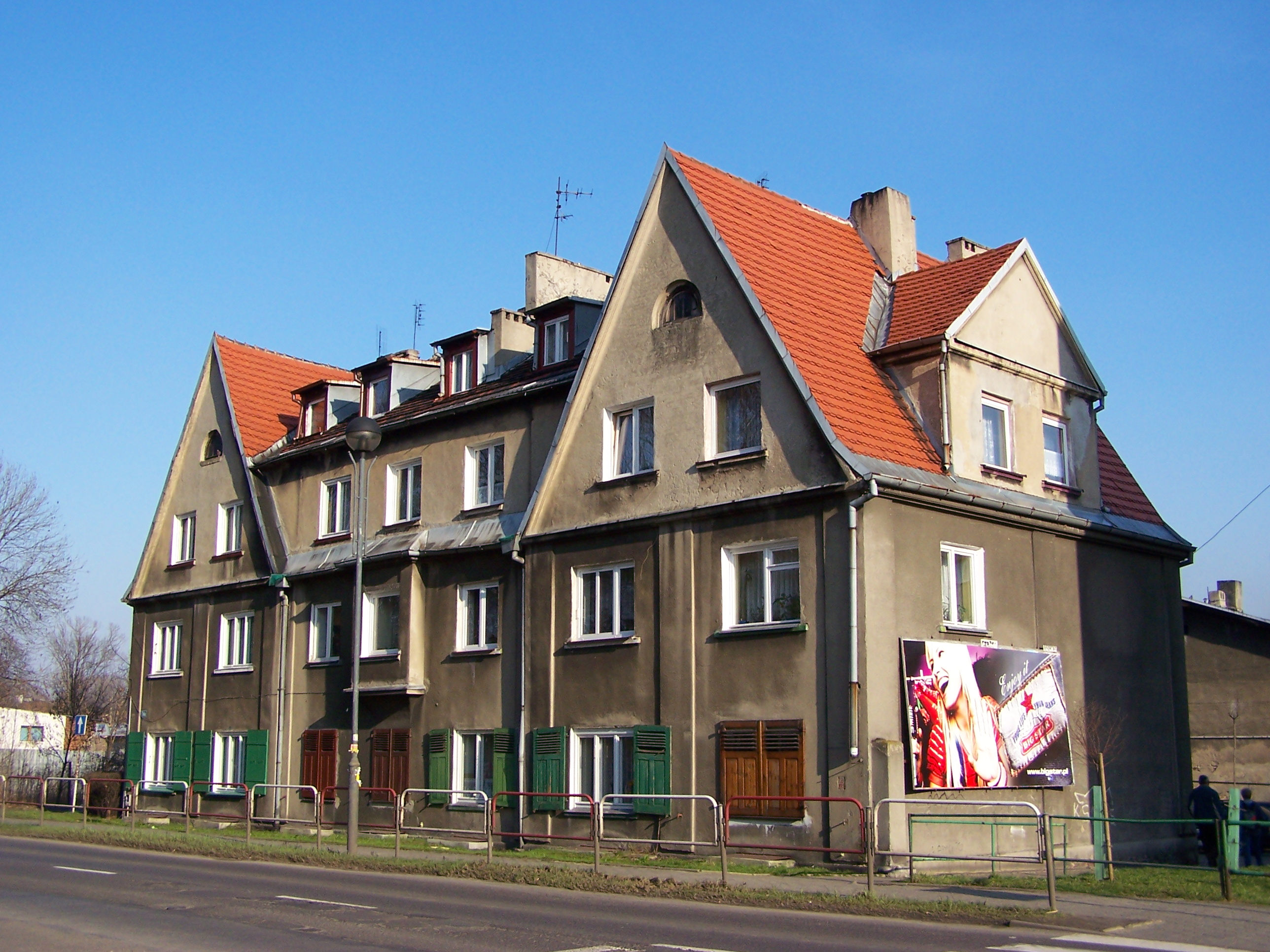
Kamienica przy ul. Złotej

Ulica Złota w Katowicach − jedna z ulic w katowickiej dzielnicy Dąb. Jest granicą między miastami Katowice i Chorzów.

## Przebieg
Ulica ma południkowy przebieg, jest przedłużeniem ulicy Brackiej. Swój początek bierze przy skrzyżowaniu z ulicą Chorzowską, obok placu Atrakcji (WPKiW) i Śląskiego Wesołego Miasteczka. Następnie krzyżuje się z ulicą Lipową i Sportową. Na całej swej długości ulica Złota jest granicą Wojewódzkiego Parku Kultury i Wypoczynku im. gen. Jerzego Ziętka oraz miasta Chorzów. Za skrzyżowaniem z parkową promenadą gen. Józefa Ziętka ulica krzyżuje się z ul. Studzienną, ul. Szpitalną i aleją Dojazdową (prowadzącą do Śląskiego Ogrodu Zoologicznego). Kończy swój bieg przy skrzyżowaniu z ulicą Bukową.

## Historia
Droga istnieje od XIX wieku; w 1910 jej bieg został uregulowany. W okresie Rzeszy Niemieckiej (do 1922) nosiła nazwę Mühlstraße; w latach międzywojennych 1922−1926 ul. Młyńska; w latach 1926−1939 ul. Złota; w latach niemieckiej okupacji Polski (1939−1945) Füllerweg; od 1945 ul. Złota. Piwerwotna nazwa ulicy − Mühlstraße − pochodziła od usytuowanego w XIX wieku przy drodze młyna, który należał do Marcina Dróżdża. W latach międzywojennych przy drodze istniało boisko sportowe (teren dzisiejszego Wesołego Miasteczka), zlikwidowane po II wojnie światowej.

## Opis
Przy ulicy Złotej znajdują się zabytkowe budynki, objęte ochroną konserwatorską (budynki pod numerami: 1, 3, 7, 9, 11, 13).
Przy ulicy Złotej znajdują się parkingi dla odwiedzających wesołe miasteczko i park, firmy handlowo-usługowe oraz Spółdzielnia Pracy Surowców Wtórnych (Zbiornica nr 2). Przy końcu ulicy w niedalekiej odległości znajduje się stadion GKS Katowice. Od ulicy Złotej można również wejść do "Ruraparku".
W przyszłości planowane jest przedłużenie ulicy do połączenia z ulicą Bytkowską na styku Chorzowa i Katowic. Ciąg ulic Bytkowska − Agnieszki − Bukowa − Złota − Bracka − Feliksa Bocheńskiego pełni funkcję ulicy głównej.